# 認知的閉鎖
認知的閉鎖(cognitive closure)とは、イギリスの哲学者コリン・マッギンらによって提唱されている、意識のハード・プロブレムへの一回答である。

## 概要
認知的閉鎖とは、脳などの物理的な対象をはじめとする領域から、意識という主観的な経験がどのようにして生み出されるのかという問い（意識のハード・プロブレム）に対して、人間の心が「閉鎖」されている可能性を指す。人間の心が「閉鎖」されているとは、単に現段階において人間による理解が科学的に不十分ということではなく、そもそも人間にはそれらを理解する能力が根本的に欠けていることを指す。マッギンは「猿が量子力学を理解する能力を備えていないように、人間は進化の現段階において意識の謎を解明する能力を備えていない」と主張している。つまり認知的封鎖とは、人間の脳の構造によって与えられるハードウェア的な制約があるため、意識のハード・プロブレムは解決不能であるという立場をとる。
マッギン本人は、認知的閉鎖が哲学的に見て悲観的なものではなく、また科学と相容れないと考えてはいないと述べている。しかし、ハード・プロブレムは人間にとっては原理的に解決不可能なものであり、それを解決しようとする試みは認知的能力を超えようとするあがきであるため、成功することはないだろうと考える。
このようなマッギンの姿勢に対して、人間の心を科学的なアプローチから解明できるとするポール・チャーチランドらからの批判がある。

## DIME
マッギンは哲学上の困難な問題にはある種の特徴があるとする。それは問題に対する解答が次の4つの立場に分かれ、時代により、地域により、そして研究者の人生上の時期により、この4つの立場の間をただグルグルと回る、という特徴だと言う。4つの立場とは
- D：還元主義
- I：二元論
- M：神秘主義
- E：消去主義

この4つの立場をまとめてDIMEと名づけた。時代、歴史とともに、D→I→M→EそしてまたDとループする傾向があるとし、そしてDとE、これはIとMに対立する立場としてしばしば共闘関係になるとする。とはいえマッギンはこの4つの立場はどれも間違っているとし、それと変わる第5の立場、CALM仮説をともなう TN：超越論的自然主義の立場を主張する。

## CALM仮説
マッギンはある問題が人間に理解できないこと、つまり認知的に閉ざされる事になることの理由として CALM 仮説（CALM Conjecture）という考えを提唱している。CALM とは Combinatorial atomism with lawlike mapping（直訳：法則的な対応関係をともなう組み合わせ的原子論）の頭文字を取ったもので、人間の思考により捉えられるのは、「対象があり、その対象が他の対象とある種の関係を持つ」といったモデルと合致する場合だけだとする。そしてこうした理解の形式を取れない問題というのは、英才たちが何百年考え続けたとしても解決されることはないのだ、とする。マッギンはこうした問題の例として、意識、意味、自由意志、といった哲学の古典的問題を挙げる。
マッギンは、人間の持つ理解力の原理的な壁を越えるためには、倫理への抵触を許してでも人間の身体をポストヒューマンに改造するしか無いと主張している。